# Roberto Marín
Roberto Marín (Cidade do México, 12 de janeiro de 1988) é um ator mexicano.

## Filmografia
- Lo que la vida me robó (2013-2014)
- Como dice el dicho (2011)
- Atrévete a soñar (2009-2010) - Gabriel Muñoz
- Camaleones (2009-2010) - Roberto Morán Joven
- La rosa de Guadalupe (2008)
- 13 Miedos (2007) - Nico
- Mujer, casos de la vida real (2002-2006)
- Velo de novia (2002-2003) - Hugo
- Las vías del amor (2002) - Miguel Bárcena
- Cómplices al rescate (2002) - Roberto Obregón
- Miel para Oshún (2001) - Obrero
- Aventuras en el tiempo (2001) - Narciso Espino del Huerto
- Siempre te amaré (2000) - Palillo
- Una luz en el camino (1998) - Marco
- Plaza Sésamo (1995) - Carlitos